# Péter Módos
Péter Módos (Szigetvár, 17 de diciembre de 1987) es un deportista húngaro que compite en lucha grecorromana.
Participó en los Juegos Olímpicos de Londres 2012, obteniendo una medalla de bronce en la categoría de 55 kg. Ha ganado una medalla de bronce en el Campeonato Mundial de Lucha de 2013 y tres medallas en el Campeonato Europeo de Lucha entre los años 2008 y 2012.

## Palmarés internacional
| Juegos Olímpicos   | Juegos Olímpicos      | Juegos Olímpicos  | Juegos Olímpicos |
| Año                | Lugar                 | Medalla           | Categoría        |
| ------------------ | --------------------- | ----------------- | ---------------- |
| 2012               | Londres (Reino Unido) | Medalla de bronce | 55 kg            |
| Campeonato Mundial |                       |                   |                  |
| Año                | Lugar                 | Medalla           | Categoría        |
| 2013               | Budapest (Hungría)    | Medalla de bronce | 55 kg            |
| Campeonato Europeo |                       |                   |                  |
| Año                | Lugar                 | Medalla           | Categoría        |
| 2008               | Tampere (Finlandia)   | Medalla de bronce | 55 kg            |
| 2010               | Bakú (Azerbaiyán)     | Medalla de bronce | 55 kg            |
| 2012               | Belgrado (Serbia)     | Medalla de plata  | 55 kg            |